# 郡上市立三城小学校
郡上市立三城小学校（ぐじょうしりつ さんじょうしょうがっこう）は、岐阜県郡上市美並町白山にある公立小学校。

## 概要
- 通学区域は美並町梅原、美並町三戸（深戸、相戸、三日市）、美並町白山（上苅安、下苅安、福野）、美並町山田（赤池、杉原、くじ本、門福手、円山）、美並町高砂（高原、粥川）、八幡町小那比、八幡町野々倉である。公立中学校の進学先は郡上市立郡南中学校である[1]。
- 校名はこの地域に三つの城（幸原城・福野城・鶴尾山城）があることに由来する[2]。

## 沿革
- 1970年（昭和45年）4月1日 - 郡上郡美並村の下川小学校、下川小学校大原分校、下川小学校三戸分校、高山小学校を統合し、美並村立三城小学校として開校。名目上の統合であり、下川分教室、大原分教室、三戸分教室、高山分教室で授業を行う。
- 1971年（昭和46年）
  - 3月18日 -　現在地に校舎が完成。
  - 3月25日 - 大原分教室、三戸分教室を廃止。
  - 3月26日 - 下川分教室、高山分教室を廃止。
  - 12月24日 - 体育館が完成。
- 1982年（昭和57年）8月 - プールが完成。
- 2004年（平成16年）3月3日 - 7町村合併・市制施行に伴い、郡上市立三城小学校に改称。
- 2005年（平成17年）4月 - 相生小学校校区の小那比・野々倉[3]が三城小学校校区となる。

## 周辺
- 郡上市役所美並振興事務所（旧美並村役場）
- 旧郡上街道苅安本陣跡
- 日本まん真ん中センター
- 長良川
- 国道156号

## アクセス
- 長良川鉄道 美並苅安駅から跨線橋を西へ渡ってすぐ
- 岐阜県道315号白山内ヶ谷線沿い

## 義務教育学校の計画
- 三城小学校と吉田小学校、郡南中学校を統合し、義務教育学校を設置する計画である。郡南中学校の敷地に新たに小学校校舎を建設し、2028年度以降の開校を予定している。